# Jovana Brakočević
Jovana Brakočević Canzian (en cirílico Јована Бракочевић Канцијан; 5 de marzo de 1988) es una jugadora profesional de voleibol serbia, miembro del equipo nacional de voleibol femenino de Serbia que ganó la medalla de plata en los Juegos Olímpicos de Río de Janeiro 2016, y también la medalla de plata en el Campeonato Europeo de Voleibol Femenino de 2007 en Bélgica y Luxemburgo. Allí fue nombrada Mejor Servidor del torneo. También fue miembro del equipo nacional de voleibol femenino de Serbia que ganó la medalla de oro en el Campeonato Europeo de 2011 en Serbia e Italia. Allí fue votada MVP del torneo. 

## Carrera
Jugó para Serbia en los Juegos Olímpicos de Verano 2008, 2012 y 2016, ganando la medalla de plata en 2016.
Jugó la temporada 2010/2011 para el Guangzhou Evergrande en la 361 ° Liga China de Voleibol Femenino.  
En junio de 2011, JT Marvelous anunció su incorporación la próxima temporada.
Jovana ganó la medalla de oro y los premios MVP y Best Spiker en la Liga Europea de 2011.
Brakočević ganó la medalla de oro en el Campeonato Mundial de Clubes 2013 y el premio al Jugador Más Valioso, jugando con el Vakıfbank Istanbul.

## Clubs
- Poštar 064 Belgrado (2004–2007)
- Spes Volley Conegliano (2007–2010)
- Guangdong Evergrande (2010–2011)
- JT maravilloso (2011-2012)
- Vakıfbank S.K. (2012–2014)
- Azeryol Baku (2014-2015)
- Liu Jo Nordmeccanica Modena (2016-2017)
- Altay VC (2017)
- CSM Bucuresti (2018)
- Budowlani Łódź (2018-2019)
- Volea AGIL (2019-2020)
- KPS Chemik Police (2020-)

## Premios

### Individuales
- Campeonato de Europa 2007 "Mejor servidor"
- 2007 Mejor deportista de Vojvodina
- 2010 European League "Mejor Spiker"
- Liga Europea 2011 "Jugador más valioso"
- Liga Europea 2011 "Mejor Spiker"
- Gran Premio Mundial 2011 "Mejor Anotador"
- Campeonato de Europa 2011 "Jugador más valioso"
- 2011 "Mejor deportista" por el Comité Olímpico de Serbia
- 2011 Mejor deportista de Vojvodina
- 2012–13 CEV Champions League "Jugador más valioso"
- 2012-13 Turkish League Final Series "Mejor anotador"
- Gran Premio Mundial 2013 "Mejor atacante opuesto"
- Campeonato Mundial de Clubes FIVB 2013 "Jugador más valioso"

2013 CEV European Championship mejor jugador 

### Clubes
- Campeonato de la Liga China 2010-11 - Subcampeón, con Guangzhou Evergrande
- Copa turca 2012-13 - Campeón, con Vakıfbank Spor Kulübü
- 2012–13 CEV Champions League - Campeón, con Vakıfbank Spor Kulübü
- Liga de voleibol femenino turco 2012-13 - Campeón, con Vakıfbank Spor Kulübü
- Campeonato Mundial de Clubes 2013 - Campeón, con Vakıfbank Istanbul
- Leaugue rumana 2018 - Campeón, con CSM Bucuresti
- 2018-19 Subcampeón, con Budowlani Łódź